# Super Bowl XL

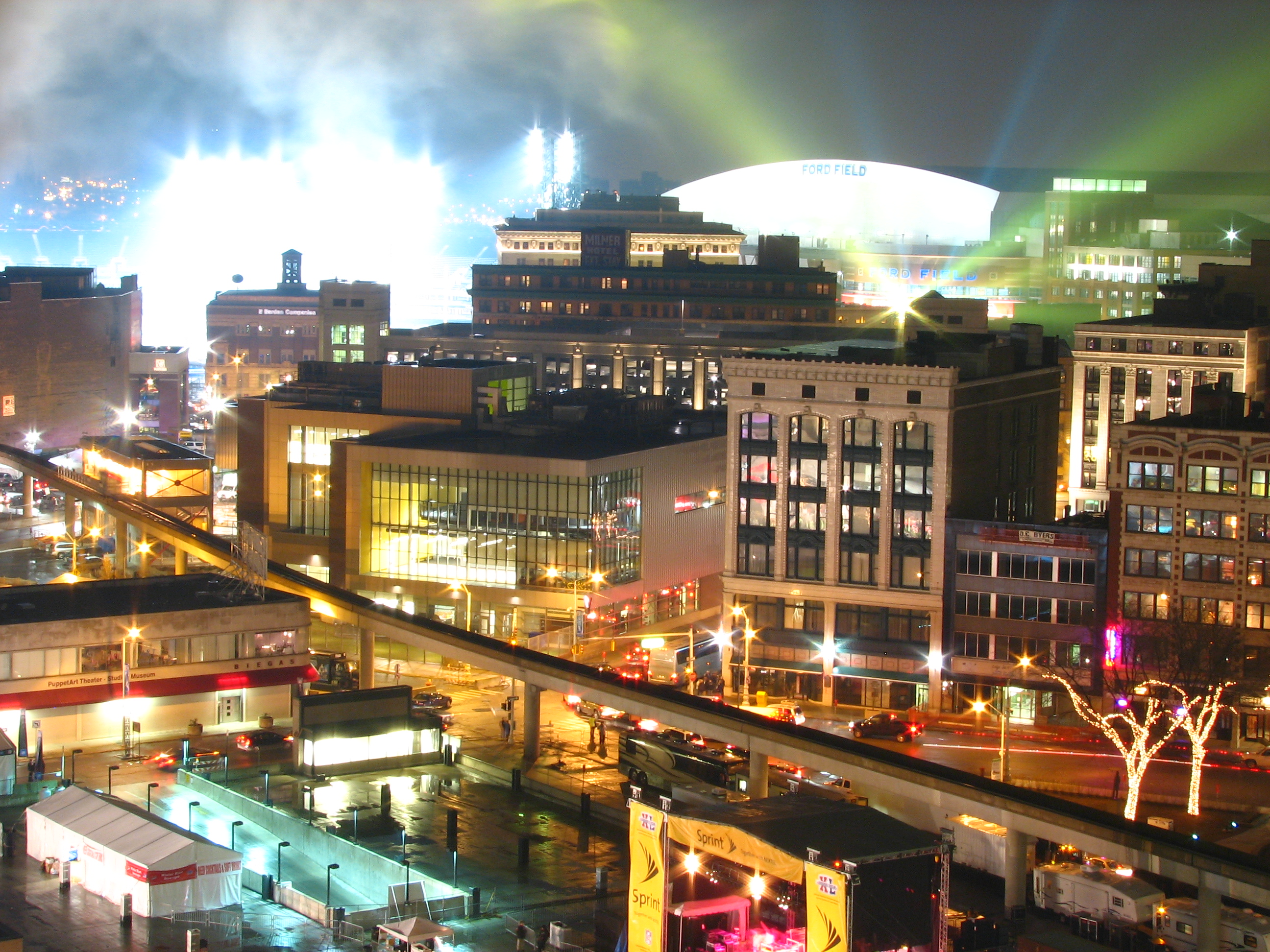
A cidade de Detroit durante o Super Bowl.

O Super Bowl XL, disputado no Ford Field, Detroit, Michigan, no dia 5 de fevereiro de 2006, foi disputado entre o campeão da AFC, Pittsburgh Steelers, e o campeão da NFC, Seattle Seahawks. A vitória por 21 a 10 fez do Steelers campeão da temporada de 2005 da NFL e levou a Pittsburgh a quinta conquista de Super Bowl (a equipe conquistaria o sexto no Super Bowl XLIII). Hines Ward, wide receiver, foi escolhido o jogador mais valioso da partida. Foi a primeira vez que todos os aspectos do jogo foram exibidos em HD. Este foi o último de dez Super Bowls consecutivos a apresentar um time em busca de seu primeiro título. No total, a transmissão da ABC atraiu uma audiência média de 90,7 milhões de pessoas nos Estados Unidos (141,4 milhões total).
Com esta vitória, os Steelers empataram com o San Francisco 49ers e o Dallas Cowboys com um então recorde de cinco títulos de Super Bowl (uma marca que o próprio Steelers iria superar três anos mais tarde). A vitória dos Steelers foi o primeiro título de Super Bowl desde 1980. Pittsburgh, que terminou o ano com onze vitórias e cinco derrotas, também se tornou o quarto time de wild card ("repescagem"), o terceiro em nove anos, e o primeiro a se classificar na sexta posição nos playoffs, a vencer o Super Bowl. Os Seahawks, por outro lado, que estavam na sua trigésima temporada na liga, haviam se classificado para seu primeiro Super Bowl na sua história após encerrarem a temporada com a melhor campanha da NFC, com treze vitórias e três derrotas.
O placar do jogo foi apertado. Pittsburgh conseguiu capitalizar em duas grandes jogadas que converteram em touchdowns. Os Steelers abriram assim uma vantagem de 14 a 3 no placar no terceiro período com o running back Willie Parker correndo para um touchdown de 75 jardas (um recorde do Super Bowl). O defensive back Kelly Herndon, dos Seahawks, conseguiu uma interceptação que retornou 76 jardas para touchdown (outro recorde), cortando a liderança para 14 a 10. Mas Pittsburgh respondeu com um passe de 43 jardas de Antwaan Randle El para Hines Ward no quarto período, sendo a primeira vez que um wide receiver lançou um passe para touchdown num Super Bowl, para garantir a vitória. Ward, que no total teve 5 recepções para 123 jardas e um touchdown, foi nomeado o MVP do Super Bowl.
A arbitragem no Super Bowl XL foi altamente criticada por fãs e pela mídia logo após o jogo, levando a NFL Films a ranquear o erro da arbitragem no quarto período do jogo como uma das dez chamadas mais controversas na história da liga.

## Resumo das jogadas
- 1º Quarto
  - SEA — FG: Josh Brown 47 jardas 3-0 SEA 
Jogadas: 7, 22 jardas, 3:31
- 2º Quarto
  - PIT — TD: Ben Roethlisberger, corrida de 1 jarda (ponto extra: chute de Jeff Reed), 7-3 PIT 
Jogadas: 11, 59 jardas, 6:20
- 3º Quarto
  - PIT — TD: Willie Parker, corrida de 75 jardas (ponto extra: chute de Jeff Reed), 14-3 PIT 
Jogadas: 2, 75 jardas, 22 segundos
  - SEA — TD: Jerramy Stevens, passe de 16 jardas de Matt Hasselbeck (ponto extra: chute de Josh Brown), 14-10 PIT 
Jogadas: 3, 20 jardas, 53 segundos
- 4º Quarto
  - PIT — TD: Hines Ward, passe de 43 jardas de Antwaan Randle El (ponto extra: chute de Jeff Reed), 21-10 PIT 
Drive: Quatro jogadas, 56 jardas, 1:50

- Final: Pittsburgh Steelers 21 x 10 Seattle Seahawks